# Rio Ganale Dorya
O Rio Ganale Dorya ou também Genale Dorya é um curso de água perene no sudeste da Etiópia. Aumenta o seu caudal ao passar nas montanhas a leste da cidade Aleta Wendo. 
O Ganale Dorya que flui para sul e depois para leste vai juntar-se na fronteira Etiópia-Somália com o Dawa para juntos formarem o Rio Juba. Tem como afluentes o rio Welmel, o rio Weyib (rio Gestro), o rio Dumale, o rio Doya, o rio Hawas e o rio Hambala. As Cascatas de Del Vermes são uma característica notável do seu curso médio.